# سونگسان ایلچولبونگ
سئونگسان ایلچولبونگ (به لاتین: Seongsan Ilchulbong) یک کوه در کره جنوبی است.